# Nasser Al Aswadi
 (mai 2025).
La mise en forme du texte ne suit pas les recommandations de Wikipédia : il faut le « wikifier ».
Les points d'amélioration suivants sont les cas les plus fréquents :
- Les titres sont pré-formatés par le logiciel. Ils ne sont ni en capitales, ni en gras.
- Le texte ne doit pas être écrit en capitales (les noms de famille non plus), ni en gras, ni en italique, ni en « petit »…
- Le gras n'est utilisé que pour surligner le titre de l'article dans l'introduction, une seule fois.
- L'italique est rarement utilisé : mots en langue étrangère, titres d'œuvres, noms de bateaux, etc.
- Les citations ne sont pas en italique mais en corps de texte normal. Elles sont entourées par des guillemets français : « et ».
- Les listes à puces sont à éviter, des paragraphes rédigés étant largement préférés. Les tableaux sont à réserver à la présentation de données structurées (résultats, etc.).
- Les appels de note de bas de page (petits chiffres en exposant, introduits par l'outil «  Source ») sont à placer entre la fin de phrase et le point final[comme ça].
- Les liens internes (vers d'autres articles de Wikipédia) sont à choisir avec parcimonie. Créez des liens vers des articles approfondissant le sujet. Les termes génériques sans rapport avec le sujet sont à éviter, ainsi que les répétitions de liens vers un même terme.
- Les liens externes sont à placer uniquement dans une section « Liens externes », à la fin de l'article. Ces liens sont à choisir avec parcimonie suivant les règles définies. Si un lien sert de source à l'article, son insertion dans le texte est à faire par les notes de bas de page.
- La présentation des références doit suivre les conventions bibliographiques. Il est recommandé d'utiliser les modèles {{Ouvrage}}, {{Chapitre}}, {{Article}}, {{Lien web}} et/ou {{Bibliographie}}. Le mode d'édition visuel peut mettre en forme automatiquement les références.
- Insérer une infobox (cadre d'informations à droite) n'est pas obligatoire pour parachever la mise en page.

Pour une aide détaillée, merci de consulter Aide:Wikification.
Si vous pensez que ces points ont été résolus, vous pouvez retirer ce bandeau et améliorer la mise en forme d'un autre article.
 (mai 2025).
 (mai 2025).

Nasser Al Aswadi, né en 1978 à Al-Hujr, au Yémen, est un artiste peintre et sculpteur contemporain Franco-Yéménite. Son œuvre, fortement imprégnée par l'écriture et les enjeux sociopolitiques du monde arabe, est reconnue à l'international pour sa dimension poétique, calligraphique et engagée.

## Biographie
Né en 1978 à Al-Hujr, dans la région d'Ibb au Yémen, Nasser Al Aswadi a d'abord été formé à l'architecture à l'université de Sanaa. Son intérêt pour les formes, les volumes et les structures l'a conduit à intégrer ces éléments dans sa pratique artistique. Il vit et travaille aujourd'hui entre Marseille et Sanaa.

## Démarche artistique
Le travail de Nasser Al Aswadi est centré sur l'utilisation de l'écriture arabe comme langage plastique. Il explore les possibilités formelles de la calligraphie en la détachant de son sens littéral, la transformant ainsi en un champ de signes vibrants, à la frontière de l'abstraction. Selon ses mots, l'écriture est au cœur de son travail : "elle échappe au registre de la terminologie pure pour entrer dans le champ du signe, du langage visuel".
De cette manière, l'artiste développe une œuvre sculpturale marquée par l'utilisation de matériaux tels que le bronze ou l'acier. Il crée des formes issues des lettres du mot Hallal (licite) et Haram (illicite), qu'il agence sans qu'on puisse explicitement les reconnaître, produisant ainsi des sculptures spatiales évocatrices.
Influencé par la spiritualité soufie (notamment Rûmî et Attâr), mais aussi par les lettrés du zen japonais, Al Aswadi chercher à restituer la plénitude de l'instant et à exprimer la tension entre le visible et l'invisible.

## Engagements et thématiques
Très marqué par les conflits qui secouent le Yémen et d'autres pays arabes, Nasser Al Aswadi conçoit son art comme un acte de résistance pacifique. Il cherche à lutter symboliquement contre l'inhumanité de la guerre et du fanatisme à travers des œuvres qui prônent la tolérance, la paix et l'unité humaine.
Il a également rendu hommage à Notre-Dame de Paris après l'incendie ayant ravagé la cathédrale en juin 2019, aux côtés d'autres artistes du Moyen-Orient, avec une oeuvre intitulée Notre-Dame d'Orient.

## Exposition
Nasser Al Aswadi a participé à de nombreuses expositions à l'international. Parmi les plus notables :
- 2024 : Des mots d'Amour, de Colère et d'Espoir, Galerie Claude Lemand, Paris
- 2018 : Espoir, Galerie Dar Al Funoon, Koweït
- 2017 : Horizons Ouverts, Artspace, Dubaï
- 2016 : Pro Art Gallery, Dubaï
- 2015 : Galerie Dar Al Funoon, Koweït ; Galerie Claire Fontaine, Luxembourg
- 2014 : Centre culturel français de Sanaa ; JAMM, Dubaï
- 2013 : Institut du Monde arabe, Paris (vente au profit de Syriart)
- 2012 : Musée national du Yémen, Sanaa ; Galerie Patrick Bartoli, Marseille

## Réception critique
Son œuvre a été saluée dans plusieurs publications artistiques pour sa capacité à unir spiritualité, forme et engagement. Il a été qualifié de "peintre de la tolérance" par la revue Art Absolument dans son numéro 71.